# Benedetta (film)
Pour les articles homonymes, voir Benedetta.
Pour plus de détails, voir Fiche technique et Distribution.
Benedetta est un film biographique belgo-néerlando-français co-écrit et réalisé par Paul Verhoeven, sorti en 2021.
Le film se déroule au XVIIe siècle. Benedetta Carlini est abbesse d’un couvent de Toscane. Considérée comme mystique et vénérée par une grande partie de son entourage religieux, elle sera arrêtée et jugée pour saphisme.
Il s'agit de l'adaptation du livre Sœur Benedetta, entre sainte et lesbienne (1987) de Judith Brown qui relate la vie de Benedetta Carlini, une religieuse italienne du XVIIe siècle.
Le film est présenté en compétition dans la « sélection officielle » au Festival de Cannes 2021.

## Synopsis
Dans l'Italie du XVIIe siècle, la jeune Benedetta Carlini est emmenée au couvent des Theatines de la ville de Pescia pour devenir religieuse. Lorsqu'ils s'arrêtent à un autel en bordure de route pour prier, un groupe de bandits arrive et tente de voler le collier de la mère de Benedetta. La dévote Benedetta les avertit qu'elle parle avec la Vierge Marie, qui les punira. Lorsqu'un oiseau, que Benedetta avait identifié comme étant l'esprit de Marie, défèque dans l'œil du chef des bandits, il rend le collier.
À Pescia, Benedetta est emmenée au couvent tenu par l'abbesse Felicita. Des années plus tard, Benedetta est une femme adulte et une religieuse dévote. Au cours d'une pièce de théâtre, dans laquelle Benedetta joue la Vierge Marie, elle a une vision de Jésus qui l'appelle. Ce même jour, une jeune femme nommée Bartolomea cherche refuge dans le couvent en fuyant son père violent. Benedetta est chargée de superviser l'intégration de Bartolomea, pauvre et sans instruction, au sein du couvent. Celle-ci lui raconte qu'elle a été abusée sexuellement par son père et ses frères. Cette nuit-là, Bartolomea embrasse Benedetta. Benedetta avertit Bartolomea de se méfier de l'abbesse et de sa fille, sœur Christina.
Benedetta commence à avoir des visions de Jésus l'appelant à le rejoindre et la sauvant des dangers. Après une vision particulièrement tendue, où un homme qu'elle prend pour Jésus la sauve d'un viol collectif, Benedetta tombe dans une profonde maladie. L'abbesse Felicita charge Bartolomea de s'occuper d'elle. Benedetta commence à se rétablir et enseigne à Bartolomea, alors analphabète, à lire et à écrire. Benedetta a une vision du Christ sur la croix. Il lui dit de se déshabiller et de lui toucher les mains. Le lendemain matin, Benedetta se réveille avec des stigmates sur les mains et les pieds.
Une enquête s'ensuit. L'abbesse Felicita est sceptique car des incidents antérieurs de stigmates se sont toujours produits pendant la prière et Benedetta dormait. Benedetta n'a pas non plus les blessures à la tête formées par la couronne d'épines. Après avoir quitté les appartements de l'abbesse, Benedetta s'effondre. Alors que les gens se précipitent pour la surveiller, elle commence soudainement à parler d'une voix plus masculine, fustigeant ceux qui ne croient pas en elle. Elle a maintenant des plaies saignantes sur le front. Sœur Christina remarque un éclat de verre sur le sol et dit à sa mère qu'elle pense que Benedetta s'est infligée elle-même ses propres blessures. Felicita l'avertit que la hiérarchie cléricale a décidé de proclamer les stigmates de Benedetta comme un miracle légitime à des fins politiques.
Benedetta est maintenant élevée au rang d'abbesse à la place de Felicita. Christina s'y oppose mais sa mère l'avertit qu'aller à l'encontre de cette décision pourrait la détruire. Benedetta et Bartolomea sont transférées dans les vieux quartiers de Felicita. Elles commencent toutes les deux à avoir des relations sexuelles. Bartolomea lui sculpte un jouet sexuel en taillant la base d'une Vierge Marie que possède Benedetta. Christina se rend chez un prêtre pour se confesser et partage sa conviction que Benedetta a simulé ses stigmates. Elle ment sciemment en affirmant qu'elle a vu Benedetta s'infliger des blessures à la tête. Le lendemain, à l'heure du repas, le prêtre fait dire publiquement à Christina ses accusations. Lorsqu'elle est appelée à étayer l'affirmation de sa fille, Felicita refuse de mentir et dit que Christina n'a pas été directement témoin de ce qui s'est passé. Benedetta, apparemment possédée par l'esprit de Jésus, ordonne à Christina de se flageller ce que la jeune femme fait à contre-cœur.
Une comète passe au-dessus de l'abbaye, ce que beaucoup interprètent comme le signe d'une tragédie imminente. Pendant ce temps, Christina grimpe sur le toit de l'abbaye et se précipite dans le vide. Tandis qu'elle agonise, Benedetta demande à intercéder auprès de Dieu au nom de son âme, mais  Felicita en colère lui intime de rester à l'écart. Une épidémie de peste commence à ravager la campagne environnante, mais Benedetta a la vision que Pescia sera épargnée et ordonne la fermeture de l'abbaye pour prévenir l'infection. Felicita en profite pour s'éclipser et part pour rencontrer le nonce local et lui rapporter tout ce qu'elle sait des relations saphiques de Benedetta.
Felicita retourne à l'abbaye avec le nonce alors que la peste s'aggrave. En entrant dans l'abbaye, ils découvrent que Benedetta est décédée de causes inconnues. Alors que le nonce tente d'administrer les derniers rites, Benedetta se réveille, disant qu'elle était au paradis et qu'elle a vu le sort de tous les présents. Le nonce demande à ses hommes de fouiller l'abbaye à la recherche du jouet sexuel en bois, mais ils ne le trouvent pas. Il ouvre une cour d'enquête sur la conduite de Benedetta. Interrogée, Bartolomea nie avoir eu des relations sexuelles, affirmant qu'elle aime Benedetta comme elle aime ses autres sœurs. Le nonce s'entretient avec Benedetta en privé. Alors qu'elle lui lave les pieds, elle remarque une puce et se rend compte qu'il a probablement introduit la peste dans l'abbaye.
Bartolomea est ensuite torturée par les hommes du nonce et avoue enfin ses activités sexuelles. Lorsqu'elle conduit le nonce au gode en bois, caché dans un livre dans les appartements de Benedetta, il fait arrêter Benedetta. Celle-ci recommence à parler d'une voix d'homme et s'en prend à ceux qui la persécutent, annonçant que le nonce va bientôt tomber malade. Le nonce découvre que Felicita a la peste et ordonne de cacher son état tandis que Bartolomea est expulsée de l'abbaye.
Le jour est arrivé pour que Benedetta soit exécutée. Elle demande d'abord à parler à Felicita pour demander son pardon. Elle dit à Felicita que Christina est au paradis. Désemparée, Felicita demande à Benedetta ce qu'elle a vu de son avenir. Benedetta lui chuchote quelque chose. Le nonce est averti que les habitants de Pescia ne permettront pas l'exécution de Benedetta, mais il décide quand même de procéder. Alors que Benedetta est conduite à travers la foule, Bartolomea se fraye un chemin vers l'avant et lui demande son pardon. Benedetta lui sourit tout simplement. Sur la place de la ville, le nonce dit à Benedetta qu'il permettra qu'elle soit étranglée plutôt que brûlée sur le bûcher si elle avoue ses péchés ce à quoi Benedetta est d'accord.
Benedetta révèle de nouveaux stigmates sur ses mains et recommence à nouveau à parler d'une voix masculine, disant à la foule que l'ange de la mort est en chemin. Felicita émerge de la foule et enlève sa robe, révélant des plaies de peste. Les hommes du nonce commencent à brûler Benedetta sur le bûcher, mais la foule les attaque, les forçant à fuir. Bartolomea détache Benedetta mais découvre un morceau de verre ensanglanté à ses pieds. Le nonce s'enfuit pour sa sécurité, mais est attaqué et tué par une foule. Benedetta arrive et propose de prier pour lui. Le nonce lui demande si elle a vu s'il ira au paradis ou en enfer. Quand elle lui répond que c'est le paradis qui l'attend, il l'accuse de mentir. Alors que Bartolomea bouscule Benedetta pour fuir, Felicita met fin à ses jours en marchant sur le bûcher.
Dans une écurie abandonnée à l'extérieur de la ville, Benedetta et Bartolomea se réveillent nues, après avoir passé la nuit ensemble. Voyant Pescia au loin, Benedetta commence à s'habiller en disant qu'elle doit y retourner. Bartolomea la supplie de rester, disant qu'elles peuvent enfin être ensemble et aller n'importe où. Elle essaie de faire admettre à Benedetta, juste entre elles, qu'elle a simulé ses stigmates, mais Benedetta nie. Insistant sur le fait que les gens ont besoin d'elle, Benedetta se dirige vers Pescia sous les cris d'une Bartolomea furieuse qui la maudit.
Une carte de titre révèle que Benedetta a vécu dans l'abbaye tout en étant excommuniée jusqu'à sa mort à l'âge de 70 ans et que la peste a épargné Pescia.

## Fiche technique
Sauf indication contraire, les informations mentionnées dans cette section peuvent être confirmées par les bases de données cinématographiques IMDb et Unifrance,  présentes dans la section « Liens externes ».
- Titre original : Benedetta
- Titre de travail : Sainte Vierge
- Réalisation : Paul Verhoeven
- Scénario : David Birke et Paul Verhoeven, d'après l'ouvrage historique Sœur Benedetta, entre sainte et lesbienne de Judith C. Brown (1987)
- Musique : Anne Dudley
- Décors : Katia Wyszkop
- Costumes : Pierre-Jean Larroque
- Photographie : Jeanne Lapoirie
- Son : Jean-Paul Mugel
- Montage : Job ter Burg
- Production : Saïd Ben Saïd, Jérôme Seydoux et Michel Merkt
- Sociétés de production : SBS Productions ; Pathé Films, France 2 Cinéma et France 3 Cinéma (coproductions françaises) ; SOFICA Cinémage 13, Indéfilms 7, Palatine Etoile 16 (en association avec) ; Topkapi Films (Pays-Bas) et Belga Productions (Belgique)
- Sociétés de distribution : Pathé Distribution (France) ; Belga Films (Belgique), Pathé Films AG (Suisse romande)
- Budget : 19,83 millions d'euros
- Pays de production :  France -  Pays-Bas -  Belgique
- Langue originale : français
- Format : couleur
- Durée : 127 minutes
- Genres : drame, biographique, historique, érotique
- Dates de sortie :
  - France : 9 juillet 2021 (Festival de Cannes et sortie nationale)
  - Belgique : 20 octobre 2021
- Classification :
  - France : interdit aux moins de 12 ans[1]

## Distribution
- Virginie Efira : Benedetta Carlini
  - Elena Plonka : Benedetta enfant
- Charlotte Rampling : mère Felicita
- Daphné Patakia : Bartolomea
- Lambert Wilson : le nonce
- Olivier Rabourdin : Alfonso Cecchi
- Louise Chevillotte : sœur Christina
  - Héloïse Bresc : Christina enfant
- Clotilde Courau : Midea Carlini, la mère de Benedetta
- David Clavel : Giuliano Carlini, le père de Benedetta
- Hervé Pierre : Paolo Ricordati
- Guilaine Londez : sœur Jacopa
- Lauriane Riquet : sœur Roasanna
- Jonathan Couzinié : Jésus-Christ
- Nicolas Gaspar : le capitaine des mercenaires
- Justine Bachelet : sœur Juliana
- Satya Dusaugey : la mercenaire Dragon

## Production

### Genèse et développement
Le succès de Elle (2016), tourné sous l'égide du producteur franco-tunisien Saïd Ben Saïd avec Isabelle Huppert dans le rôle principal, apporte de nouveaux projets à Paul Verhoeven. Le réalisateur développe notamment une adaptation télévisée du roman Bel-Ami de Guy de Maupassant, un film centré sur Jean Moulin, un autre sur Jésus de Nazareth ainsi qu'un drame inspiré d'un fait divers « post médiéval » et situé dans un couvent en Italie.
En avril 2017, il est révélé que ce dernier sera le prochain film de Paul Verhoeven, porté à nouveau par le producteur Saïd Ben Saïd et tourné en français. Intitulé Sainte Vierge (Blessed Virgin) et adapté de l'ouvrage Immodest Acts (1986) de Judith C. Brown, l'histoire est celle de Benedetta Carlini, une religieuse catholique italienne du XVIIe siècle, mystique et lesbienne. Pour avoir entretenu une relation amoureuse avec une autre sœur, en pleine période de Contre-Réforme en Italie, Carlini est tenue à l'écart de tout contact durant plus de trente ans. Son histoire constitue l'un des premiers cas documentés d'homosexualité féminine en Europe occidentale. Virginie Efira, déjà présente dans Elle, est annoncée pour le rôle principal. La première affiche du film montre l'actrice voilée comme une religieuse et dévoilant son sein droit.
L'écriture du scénario est d'abord confiée à Jean-Claude Carrière, avec qui Paul Verhoeven avait tenté de développer son projet sur Jésus. Le réalisateur se tourne ensuite vers Gerard Soeteman, scénariste de ses films hollandais, qui lui avait fait découvrir le livre de Judith C. Brown en 1987. Soeteman se retire finalement du projet, après avoir voulu se concentrer sur la dimension politique de l'histoire et omettre l'aspect sexuel que Paul Verhoeven tenait à conserver. Ce dernier coécrit lui-même avec David Birke, scénariste de Elle, la version définitive, que Judith C. Brown décrit comme « un scénario imaginatif et envoûtant qui explore l'intersection de la religion, de la sexualité et de l'ambition humaine à une époque où se conjuguent la peste et la foi »,[source insuffisante]. Le réalisateur précise alors ses ambitions et déclare que « Sainte Vierge devra être un film profondément habité par le sentiment du sacré. Je m’intéresse au sacré depuis mon plus jeune âge, et plus particulièrement en peinture et en musique ».
Le 16 février 2018, The Hollywood Reporter annonce que Pathé se chargera des ventes internationales du film. Il s'agit de la troisième collaboration entre la société de distribution et Paul Verhoeven, après Showgirls (1995) et Black Book (2006). Le 4 mai 2018, Le Film français dévoile que le film a été rebaptisé Benedetta et annonce un début du tournage pour le 20 août de la même année dans le sud-est de la France.

### Attribution des rôles

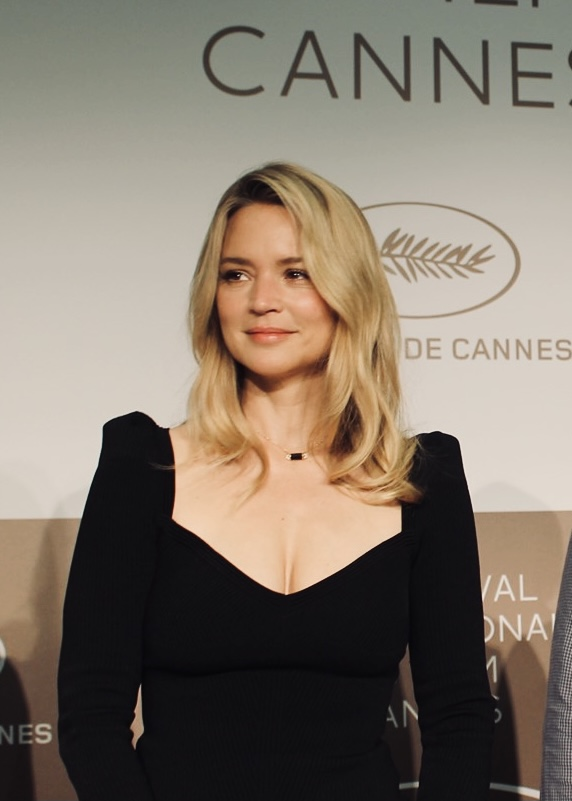
Virginie Efira lors de la conférence de presse du film au Festival de Cannes 2021.

Selon le producteur Saïd Ben Saïd, lors de sa première rencontre avec Virginie Efira avant le tournage de Elle, Paul Verhoeven « a eu l’impression que l'actrice faisait déjà partie de son cinéma ». Le réalisateur fait part de son souhait de faire un autre film avec elle et Ben Saïd commande une nouvelle à Philippe Djian, spécialement écrite pour Efira. Le projet ne se concrétise pas, mais celui sur Benedetta Carlini lui succède rapidement.
Virginie Efira, qui avait accepté un petit rôle dans Elle, refusé par plusieurs actrices, afin de pouvoir travailler avec Verhoeven, est d'abord sceptique à l'idée que le réalisateur souhaite lui confier le rôle principal de son nouveau film : « À Cannes, alors que j’accompagnais Victoria qui était sélectionné, je croise dans une soirée le producteur de Elle, Saïd Ben Saïd, qui me dit que Verhoeven écrivait pour moi. J’ai entendu cette phrase, mais elle s’est effacée aussitôt. Comme si elle n’avait pas existé et pourtant ensuite, Paul m’a appelée pour me dire qu’il avait un scénario pour moi. Lors de mon premier rendez-vous pour Benedetta, il m’a prévenue qu’il y aurait beaucoup de scènes de sexe. J’ai dit : « Aucun problème. » Quand je lui ai demandé de quelle façon se déroulerait la préparation pour le film, il s’agit quand même d’une nonne mystique régulièrement possédée, il m’a dit : « Vous saurez quoi faire. » Bon, d’accord. Ce qui est merveilleux avec lui, c’est qu’il vous fait confiance, alors on répond à sa confiance. S’il croit en nous, alors on est donc capable de le faire ».
L'actrice est d'emblée attirée par les différents niveaux de lecture que propose le scénario, qu'elle définit comme « une œuvre épique et lyrique, une histoire d’amour, un regard sur l’Histoire, un trajet intérieur ». Le réalisateur souhaite filmer l’ambiguïté du personnage de Benedetta, dont on ne sait s'il s'agit d'une prophétesse ou d'une affabulatrice, mais ne donne aucune indication de jeu à Virginie Efira : « Quand je demandais à Paul ce qu’il fallait préparer pour le rôle, il me répondait que je devais savoir moi-même ce que je devais faire. C’est quand même le signe de la confiance ultime en son actrice. Ça m’a responsabilisée et je savais qu’avec ma proposition, Paul filmerait quelque chose d’intéressant. J’ai joué Benedetta poursuivant une quête, sans définir la nature de cette quête. Je pense que cette quête est multiple, elle ne se réduit pas à un endroit spécifique tel que la croyance la plus absolue ou la grande manigance la plus mensongère. Les deux se nourrissent mutuellement. Benedetta croit puissamment en Jésus, et elle recherche aussi un certain pouvoir. Elle n’est pas que bonté et altruisme ».
Le 3 avril 2018, Lambert Wilson déclare au Journal du Dimanche avoir rejoint la distribution. Le 1er mai 2018, Deadline.com révèle que Charlotte Rampling est en négociations pour rejoindre le projet. Alors que Paul Verhoeven avait espéré convaincre Isabelle Huppert de jouer un second rôle dans le film, le producteur Saïd Ben Saïd confirme le 31 mai 2018 que l'actrice ne fait pas partie de la distribution et annonce que celle-ci est composée de Louise Chevillotte, Olivier Rabourdin, Clotilde Courau et Hervé Pierre[source insuffisante].

### Tournage
Le tournage débute à Montepulciano, dans la région italienne de Toscane, le 19 juillet 2018,, avant de se poursuivre du 23 juillet au 9 août entre la vallée de Val d'Orcia et la commune de Bevagna. Les scènes de ville pestiférée sont tournées à Pérouse. La partie italienne est consacrée aux extérieurs tandis que les intérieurs sont filmés en France, d'abord dans l'abbaye de Silvacane puis dans l'abbaye du Thoronet,.
Les prises de vues ont lieu dans la plus grande discrétion. SBS Productions admet qu'il s'agit d'une œuvre « sujette à controverse » et avoue craindre les associations catholiques intégristes,. Aucun journaliste n'est donc convié sur le plateau.
Dans un article consacré à Virginie Efira paru dans le magazine Vanity Fair, le producteur Saïd Ben Saïd révèle se tenir à distance du plateau, tout en regardant les rushes chaque jour. À propos de l'actrice, Ben Saïd déclare : « Ce que je vois, et que je trouve formidable en elle, c’est qu’elle peut être tour à tour radieuse et espiègle, mélancolique et furieuse ».
Le film permet également à Paul Verhoeven d'explorer l'interdit des relations homosexuelles dans les églises. Pour illustrer le conflit entre l'ordre religieux et le désir physique, le réalisateur tourne de nombreuses scènes de sexe iconoclastes, explicites et détaillées, avec la confiance de ses actrices, comme le déclare Virginie Efira : « Paul Verhoeven m’a parlé immédiatement de tous les aspects, y compris des scènes d’amour, et parce que c’est lui, je ne me suis jamais sentie mal à l’aise, même pour la scène où le sacré est bousculé ».
Interrogée sur le film après son tournage, Virginie Efira déclare : « Je n’ai aucun doute sur le fait que le film, tiré d’une histoire vraie, aura un impact conséquent. Il traite d’un tabou ultime dans l’Église. Du procès fait à une femme à cause de son homosexualité. Paul Verhoeven l’a écrit pour moi. Au début je n’y ai pas cru. En lisant le scénario, je m’arrêtais toutes les trois pages, je n’en revenais pas. J’ai tourné plus de douze semaines. Je n’ai jamais joué de partition aussi spéciale, je ne m’étais jamais vue ainsi. Cela a été une expérience marquante. J’aurai vécu ça ».

### Post-production
En janvier 2019, le quotidien néerlandais De Volkskrant annonce que la post-production a dû être interrompue en raison de l'opération de la hanche de Paul Verhoeven, et que le montage, débuté pendant le tournage, est prévu de reprendre au mois de juin suivant.

## Accueil

### Festival et sorties

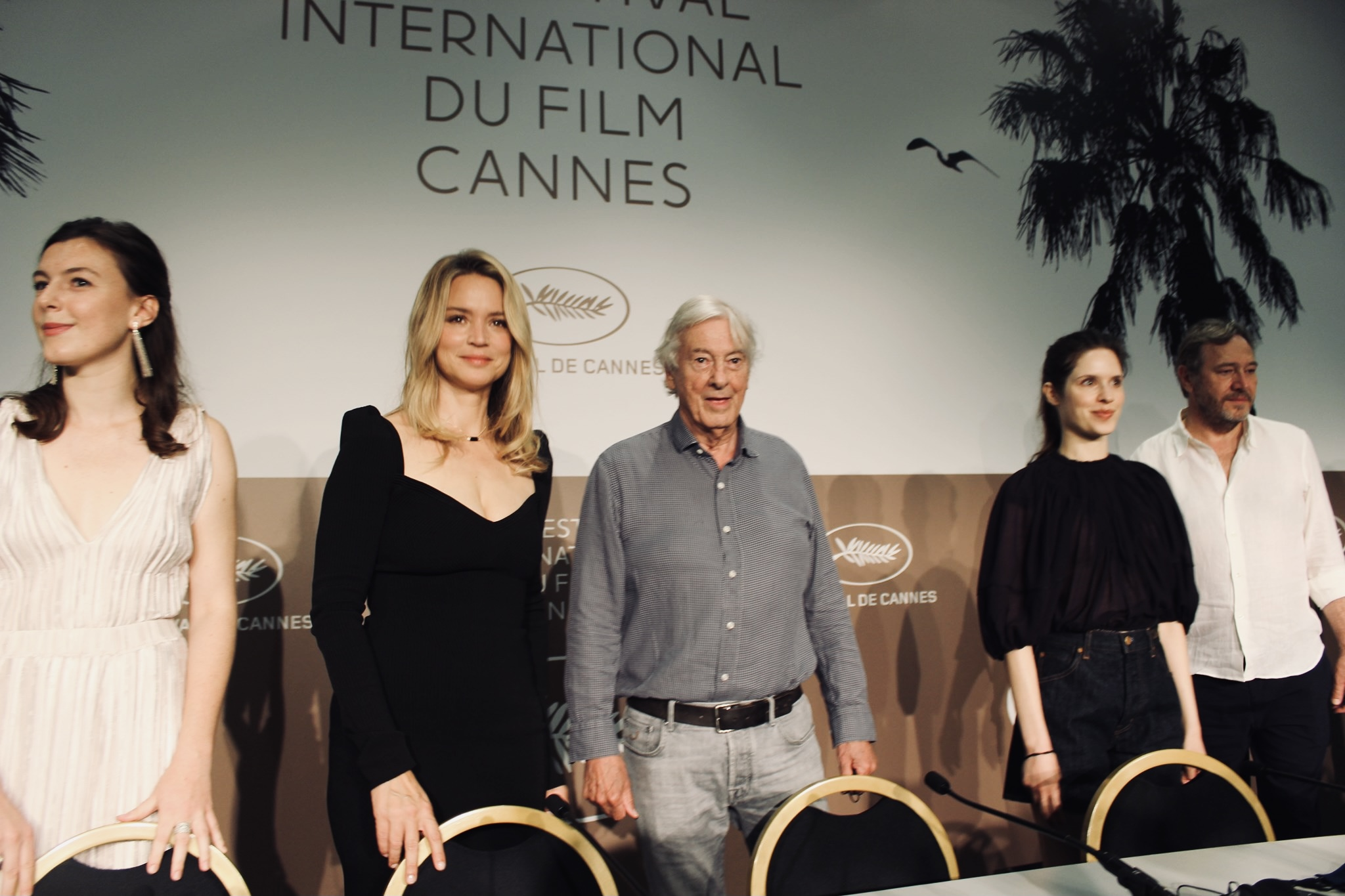
La distribution du film au Festival de Cannes 2021 : de gauche à droite, Louise Chevillotte, Virginie Efira, Paul Verhoeven, Daphné Patakia et Olivier Rabourdin.

La première image officielle du film est dévoilée pendant le tournage, le 29 août 2018 : on y voit Virginie Efira entourée de soldats. Dans leur édition de janvier 2019 consacrée aux films les plus attendus de l'année, les Cahiers du cinéma publient une photographie montrant Paul Verhoeven et Virginie Efira sur le plateau.
Le film était initialement programmé pour être présenté au Festival de Cannes 2020, concomitamment avec une sortie en salles. Mais en raison des décisions gouvernementales qui empêchent le déroulement classique du festival au mois de mai, la sortie de Benedetta est reportée à l'année suivante, en mai 2021 afin que le film puisse concourir à l'édition suivante. Le 10 mai 2020, le délégué général du festival, Thierry Frémaux, confirme la sélection du film dans un entretien à L'Obs et ajoute que « Paul Verhoeven livre une vision du Moyen Âge [sic] érotique et facétieuse, politique aussi, dans une mise en scène grandiose ».
Début mai 2021, une première bande-annonce est dévoilée et révèle la date de sortie française : le 9 juillet 2021.
Le film fait partie de la sélection officielle du Festival de Cannes où il est présenté en juillet 2021.
Initialement prévu pour sortir en Russie le 7 octobre 2021, le film n'est pas autorisé à être diffusé après que le ministère de la culture décide de retirer son visa d'exploitation sous la pression de l'église orthodoxe.
Une manifestation rassemblant une dizaine de personnes a lieu à New York pour la première projection du film lors du Festival du film de New York le 26 septembre 2021.

### Critique
Le journal français Le Monde souligne le jeu de l'actrice principale et le caractère fort de son personnage.
Le journal catholique La Croix parle d'un film outrancier et kitsch.
La publication américaine Variety a également publié une critique négative de Benedetta, soulignant les incohérences dans l'histoire et la confusion dans la narration. Le critique a également critiqué les scènes de sexe crues et sexistes (rattachant le film au genre « nonnesploitation ») et la représentation négative de la religion catholique dans le film.
Le journal britannique The Guardian a publié une critique mitigée de Benedetta, soulignant les performances des acteurs principaux, mais ne donne qu'une note de 2/5.
En France, le site Allociné recense une moyenne des critiques presse de 3,5/5.

### Box-office
Avec 326 974 entrées en France, le film se place au 66e rang du box-office français de 2021, ce qui peut être légitimement qualifié d'échec commercial même s'il convient de prendre en considération le contexte de la pandémie de Covid-19, et la mise en place du passe sanitaire, ainsi que l'obligation du port du masque, en France pour l’accès aux salles de cinéma, ce qui a eu pour effet immédiat qu’elles ont été désertées à partir du 21 juillet.
| Pays ou région | Box-office      | Date d'arrêt du box-office | Nombre de semaines |
| -------------- | --------------- | -------------------------- | ------------------ |
| France         | 326 974 entrées | 7 septembre 2021           | 9                  |
| Total mondial  | 2 808 084 $     | -                          | -                  |

## Autour du film
Hervé Pierre joue à nouveau auprès de Virginie Efira après le film Le Goût des merveilles.

### Nominations
- César 2022 : Meilleure actrice pour Virginie Efira
- Magritte 2022 : Meilleur espoir féminin pour Daphné Patakia

### Sélection
- Festival de Cannes 2021 : sélection officielle, en compétition

### Document
- Dossier de presse Benedetta